# Corneira (La Coruña)
Corneira (llamada oficialmente San Cristovo de Corneira) es una parroquia y aldea española del municipio de La Baña, en la provincia de La Coruña, Galicia. 

## Otras denominaciones
La parroquia también es conocida por el nombre de San Cristobo de Corneira.

## Entidades de población
Entidades de población que forman parte de la parroquia:
- Agromayor (Agromaior)
- As Foxas
- Barreiros (Os Barreiros)
- Corneira
- Ferraces
- Outeiro (O Outeiro)
- Piolla (A Piolla)
- Puente Corneira (Ponte Corneira)
- Vilanova
- Vilar de Cerdeiras
- Vilar de Cima
- Vilariño
- Couto-Carballo (O Couto Carballo)
- O Agriño
- A Granxa
- O Requeixo

## Demografía

### Parroquia
| Gráfica de evolución demográfica de Corneira (parroquia) entre 2000 y 2018 |
|                                                                            |
| Datos según el nomenclátor publicado por el INE.                           |

### Aldea
| Gráfica de evolución demográfica de Corneira (aldea) entre 2000 y 2018 |
|                                                                        |
| Datos según el nomenclátor publicado por el INE.                       |